# Szabolcs Weöres
Pour les articles homonymes, voir Weöres.
Dans le nom hongrois Weöres Szabolcs, le nom de famille précède le prénom, mais cet article utilise l’ordre habituel en français Szabolcs Weöres, où le prénom précède le nom.
Szabolcs Weöres, dit « Szabi », est un navigateur professionnel hongrois, né le 20 août 1973 à Budapest. Il est depuis 2021 à la barre de l'Imoca Szabi Racing, devenu en 2023 New Europe.

## Enfance
Szabolcs Weöres naît le 20 août 1973 à Budapest, en Hongrie, dans une famille de marins. Son grand-père a un bateau et son père a beaucoup couru sur Flying Dutchman, avant de devenir entraîneur de voile. Sa sœur, Márta (en), participera aux Jeux olympiques d'Athènes en 470. Leur frère navigue également. C'est avec son père que Szabolcs découvre l'Optimist à sept ans, sur le lac Balaton. Il passe ensuite au Cadet, au 420, au Flying Dutchman et au Soling.

## Équipier et technicien (1996-2021)

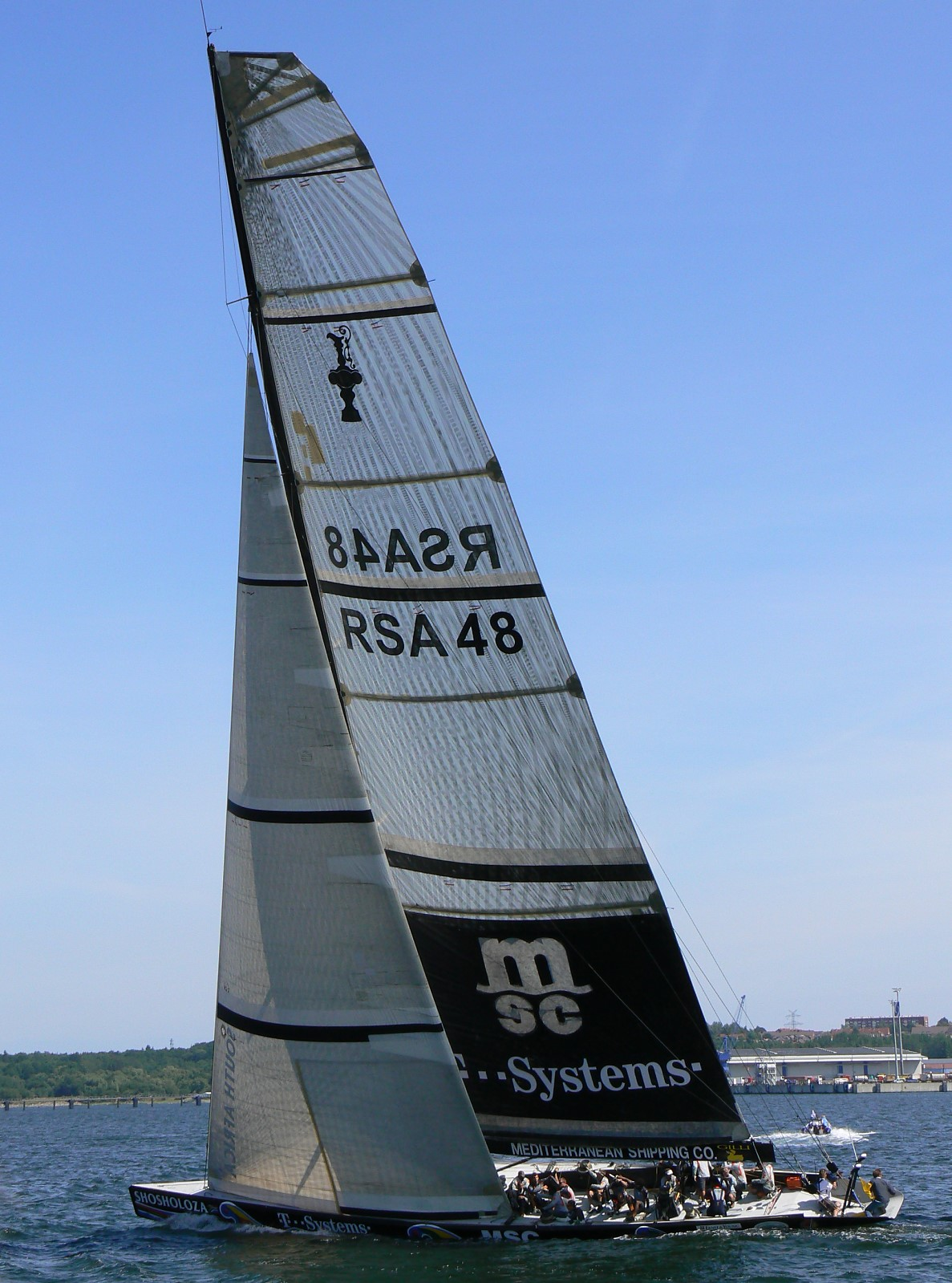
RSA 48, bateau d'entraînement du Team Shosholoza.

Il remporte en 1996-1997, en tant qu'équipier, la course autour du monde Hong Kong Challenge Round the World Race, à bord du Tripp 55 Mol-Hungaria 1100 skippé par Istvan Kopar,.
Il met la voile entre parenthèses quelques années durant pour s'adonner à son autre passion, le triathlon. Il court six fois l'Ironman,,.
En 2003, il revient à la course au large. Équipier à bord de Djuice, skippé par Nándor Fa, il termine 3e sur 235 dans l'Atlantic Rally for Cruisers (en) (Las Palmas-Sainte-Lucie).
Il intègre en tant que gréeur le syndicat sud-africain Team Shosholoza, engagé dans la Coupe de l'America 2007,,. Il alterne sur de nombreux postes, même celui de navigant. Techniquement, cette expérience lui apprend énormément.

## Courses Imoca

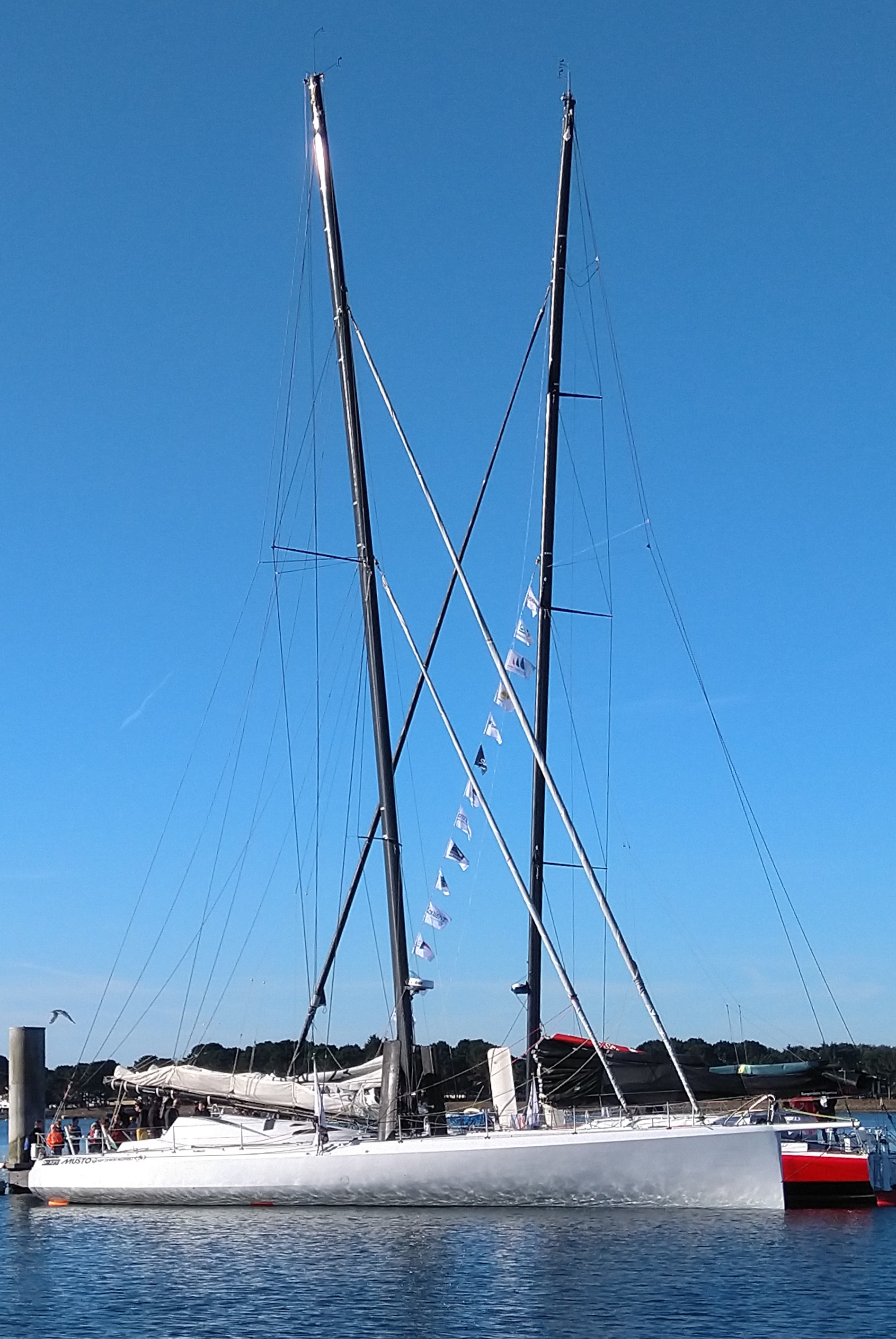
Szabi Racing au Défi Azimut, en septembre 2022.

Ayant en vue le Vendée Globe 2024, Weöres compte acheter le Spirit of Hungary que Nándor Fa a barré dans l'édition 2016. C'est un Imoca construit en Hongrie, et que Weöres connaît bien. Mais il est devancé dans ce projet d'acquisition par Denis Van Weynbergh. Il se tourne alors vers l'ancien Aviva de Dee Caffari, un plan Owen Clarke mis à l'eau en 2007. En novembre 2021, il l'achète à Ari Huusela pour 600 000 euros. Le bateau devient Szabi Racing. Il est basé aux Sables-d'Olonne.
Si Weöres est crédité d'une longue pratique de la voile, il est novice en solitaire à la barre d'un Imoca. En revanche, il est un technicien bateau expérimenté, aux compétences étendues. Il a travaillé pour les chantiers Pauger Carbon, qui ont construit plusieurs Imoca. Il connaît très bien la conception des voiles et des mâts en composite. Il bénéficie d'une expérience en ice sailing (en) (il est trois fois champion de  Hongrie), qui exige un gros travail sur le matériel et de bons réglages. Enfin, il dirige une société de gréement.

### 2022.Szabi Racing
À la barre de Szabi Racing, il abandonne sur avaries dans les deux premières courses de la saison 2022 : dans la Bermudes 1000 Race et dans la Vendée-Arctique. En septembre, il finit 23e sur 24 dans les 48 Heures du Défi Azimut. En novembre, il termine 26e sur 38 Imoca dans la Route du Rhum.

### 2023 et 2024.New Europe

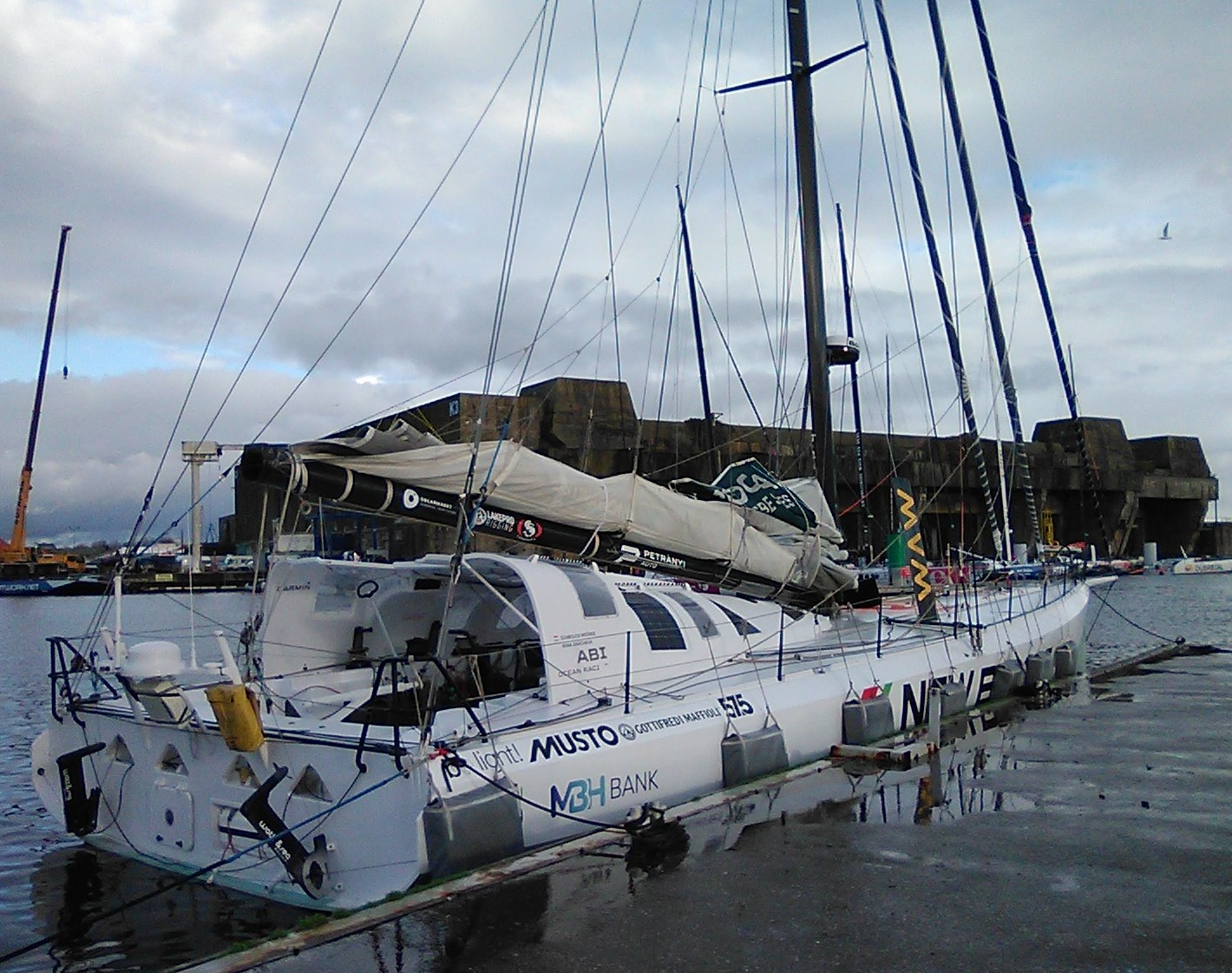
New Europe à Lorient, le jour de son arrivée dans le Retour à la Base 2023.

En 2023, il trouve un sponsor titre, la MOL New Europe Foundation. Le bateau prend le nom de New Europe. En juillet, en duo avec Nándor Fa, Weöres termine 25e sur 29 Imoca dans la Fastnet Race. En septembre, en duo avec la Russe Irina Gracheva, il se classe  29e sur 33 dans les 48 Heures du Défi Azimut. En novembre, Weöres et Gracheva sont 26es sur 40 Imoca dans la Transat Jacques-Vabre,. En décembre, Weöres finit 28e sur 32 dans le Retour à la Base, course en solitaire Fort-de-France-Lorient.
En juin 2024, il est 25e sur 28 dans la New York-Vendée-Les Sables-d'Olonne. Sa participation à cette course constitue la dernière étape de sa qualification pour le Vendée Globe 2024-2025 dont il prend le départ le 10 novembre 2024. Le 16 décembre 2024, victime d'une avarie sur son hauban, il abandonne la course après un mois et six jours de mer.

## Palmarès
- 1996-1997. Vainqueur de la course autour du monde Hong Kong Challenge Round the World Race, en tant qu'équipier à bord du Tripp 55 Mol-Hungaria 1100, skippé par Istvan Kopar[4],[5]

- 2003. 3e sur 235 de l'Atlantic Rally for Cruisers (en) (Las Palmas-Sainte-Lucie), en tant qu'équipier à bord de Djuice, skippé par Nándor Fa, en 13 j 1 h 20 min 15 s[7]

### À la barre de l'ImocaSzabi RacingHUN 23
2022 :
- 23e sur 24 dans les 48 Heures du Défi Azimut[11]
- 26e sur 38 Imoca dans la Route du Rhum[12]

### À la barre de l'ImocaNew EuropeHUN 23
- 2023 :
  - 25e sur 29 Imoca dans la Fastnet Race, en duo avec Nándor Fa[14]
  - 29e sur 33 dans les 48 Heures du Défi Azimut, en duo avec Irina Gracheva[16]
  - 26e sur 40 Imoca dans la Transat Jacques-Vabre, en duo avec Irina Gracheva[8],[17]
  - 28e sur 32 dans le Retour à la Base, en 12 j 15 h 18 min 57 s[18]

- 2024. 25e sur 28 de la New York-Vendée-Les Sables-d'Olonne, en 15 j 1 h 13 min 4 s[8]